# Ursus (imię)
Ursus – imię męskie pochodzenia łacińskiego. Wywodzi się od wyrazu ursus oznaczającego „niedźwiedź”. W językach skandynawskich jego odpowiednikiem jest Björn, który cieszy się sporą popularnością. Najwięcej osób nosi to imię w Szwecji (61 099 2006). W Norwegii imię to jest trzecim co do popularności imieniem (nosi je 40 537 osób). Wśród patronów tego imienia – św. Ursus, męczennik i św. Ursus, biskup (VI wiek).
W literaturze imię to nosił jeden z bohaterów powieści Quo vadis Henryka Sienkiewicza.
Wtórnym cognomenem jest Ursyn.
Ursus imieniny obchodzi 13 kwietnia, 30 lipca i 30 września.
Znane osoby noszące imię Ursus i jego odpowiedniki:
Urs
- Urs Altermatt
- Urs Käufer
- Urs Lehmann
- Urs Meier

Björn
- Björn Borg
- Björn Engholm
- Björn Ferry
- Björn Gelotte
- Björn Kircheisen
- Björn Knutsson
- Björn Lind
- Björn Nordqvist
- Björn Ulvaeus
- Björn Waldegård

Bjørn
- Bjørn Otto Bragstad
- Bjørn Brinck-Claussen
- Bjørn Dæhlie
- Bjørn Helge Riise
- Bjørn Einar Romøren
- Bjørn Wirkola